# Nationalitäten-Universität Südwestchinas
Die Nationalitäten-Universität Südwestchinas (西南民族大学; Xīnán Mínzú Dàxué) ist eine kleine Universität in Chengdu, in der chinesischen Provinz Sichuan. 
Sie wurde speziell für ethnische Minderheiten Sichuans eingerichtet. Es können hier auch Han-Chinesen und ausländische Studenten zum Studium zugelassen werden. 